# Siloah (Band)
Siloah war eine Underground-Band aus München, die von 1970 bis 1972 bestand und freien Psychedelic Rock spielte.

## Geschichte

### LPSiloah
Die Gruppe entstand in einer Kommune im ländlichen Münchner Stadtteil Allach, wo sie in einem alten Bauernhaus lebte. Treibende Kraft war Thom Argauer, der verschiedene Instrumente beherrschte und das einzige GEMA-Mitglied war. Dazu kamen Manuela Freifrau von Perfall, Tiny Stricker und Wolfgang Görner sowie wechselnde Gastmusiker. 1970 entschloss sich die Gruppe dazu, eine LP herauszubringen. Aufnahme, Veröffentlichung und Vertrieb geschahen ganz in Eigenregie. Es gab auch einige Auftritte, u. a. im Sommer 1971 auf Burg Rötteln. Ein kurzer Filmausschnitt davon ist auf YouTube zu sehen. Noch im selben Jahr fiel diese erste Besetzung auseinander.

### LPSukram Gurk
Thom Argauer wollte die Gruppe nicht aufgeben und suchte sich neue Leute dafür, nämlich Florian Laber und Markus Krug. Mit ihnen nahm er im Frühjahr 1972 einige Stücke auf, die noch im gleichen Jahr erschienen, und zwar als LP Sukram Gurk, wiederum in Kleinauflage und ohne kommerzielle Absichten. Damit endete die Geschichte von Siloah.

### Nachleben
Thom Argauer wirkte später als Kunsterzieher und freischaffender Künstler und starb am 12. März 1999. Tiny Stricker arbeitet als Schriftsteller. Manuela von Perfall schrieb ebenfalls Bücher. Sie starb am 2. September 2018. Florian Laber spielte anschließend bei Sparifankal und übernahm 1982 den Impuls-Theater-Verlag in Planegg, den er bis 2018 betrieb. Tiny Stricker verarbeitete seine Erlebnisse mit Siloah in seinem Buch Unterwegs nach Essaouira. Die Erstpressungen der beiden Siloah-LPs sind inzwischen sehr gesucht und werden unter Sammlern mit jeweils etwa 1000 € im Bestzustand gehandelt. Mittlerweile gibt es mehrere Neuausgaben davon, als LPs und als CDs. Die Gruppe genießt unter den Anhängern dieser Musikrichtung inzwischen Kultstatus.

## Diskographie
- 1970: Siloah
- 1972: Sukram Gurk